# Helena Beat
Helena Beat è un singolo del gruppo musicale statunitense Foster the People, pubblicato nel 2011 ed estratto dall'album di debutto Torches.

## Tracce
1. Helena Beat – 4:36

## Formazione
- Mark Foster – voce, sintetizzatore, chitarra, percussioni
- Cubbie Fink – basso
- Mark Pontius – batteria, percussioni
- Greg Kurstin – sintetizzatore, programmazione